# Dahae

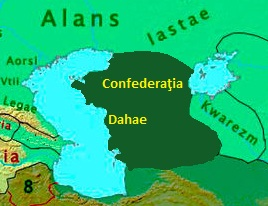
locatie

De Dahae (Grieks: Δάοι, Δάαι, Δᾶαι) waren een confederatie van drie Iraanse stammen – de Parni, Xanthii en Pissuri – die in de regio ten oosten van de Kaspische Zee woonden. Ze spraken een Oost-Iraanse taal. Hun land werd Dihistan genoemd, later Dahistan ten tijde van de Sassaniden.

## Vermeldingen
De vroegst overgebleven vermelding over deze nomadische confederatie is in de inscriptie van Daeva een in steen gebeitelde lijst van volkeren en provincies van het Achaemenidische Rijk. Deze werd vervaardigd in opdracht van Xerxes, de koning van Perzië. Deze lijst geeft de Dahae weer met de naam Daha, onmiddellijk gevolgd door de Saka, een volk dat naast de Dahae zou wonen. 
Strabo schrijft rond 100 v.Chr. in zijn Geographika over de Dahae, en noemt ze expliciet Scythische Dahae. Hij plaatst de Dahae in het hedendaagse Turkmenistan.
Van de Dahae en de Saken is bekend dat ze bij de Slag bij Gaugamela in de Achaemenidische legers vochten. Na de val van het Achaemenidische Rijk sloten ze zich aan bij Alexander de Grote in zijn campagne in India. Ten tijde van het Seleucidische Rijk behielden de twee stammen enige autonomie. Ook zijn enkele Saka-munten uit deze tijd bekend.
Rond de derde eeuw v.Chr. splitste de Parni zich af van de Dahae en vielen onder hun koning Arsaces Parthië binnen, dat zich kort daarvoor onafhankelijk had verklaard van het Seleucidische Rijk. Zo stichtten de Parni de Arsacidische dynastie, die uiteindelijk heel het Iraanse plateau zou overheersen. Later kwamen ze bekend te staan als Parthen, een geduchte tegenstander van bijvoorbeeld de Romeinen.
Hoewel de Dahae waarschijnlijk in Dahestan hebben gewoond is het moeilijk te zeggen waar hun culturele centrum was.